# Милко Борисов
Милко Борисов Иванов е виден български физик, академик, член-кореспондент, дългогодишен преподавател, създател на Института по физика на твърдото тяло при Българската академия на науките и негов директор от 1973 до 1991 г.

## Биография
Роден е на 18 февруари 1921 г. в София. От 1939 до 1943 г. учи физика във Физико-математическия факултет на Софийския държавен университет. По това време ръководител на катедрата по опитна физика е професор Георги Наджаков. След войната се дипломира и работи като асистент на проф. Георги Наджаков (1945-1948). След създаването на Физическия институт към БАН е прехвърлен в него, но продължава да участва в преподавателската работа на катедрата по експериментална физика като доцент и професор. Чете курса по обща физика. Въвежда нови университетски курсове: „Увод във физиката на твърдото тяло“ и „Физически основи на акустоелектрониката и акустооптиката“ и издава първите университетски учебници за тях. Специализира в ГДР и СССР.
Проф. Милко Борисов е бил заместник-директор на Физическия институт при БАН, декан на Физико-математическия факултет и два пъти заместник-ректор на Софийския университет. През 1972 г. отделенията на Българската академия на науките са преобразувани в Единни центрове. Акад. Милко Борисов е единственият директор на Единния център по физика до закриването му през 1988 г.
Умира на 5 ноември 1998 г. в София.

## Приноси
Интересите на акад. Милко Борисов са в областта на физиката на твърдото тяло. Полага основите на изследвания в областта на акустоелектрониката в България. Проучва физика на плазмата и парамагнитния резонанс. Създава група по история на физиката при Института по физика на твърдото тяло, която отпечатва две книги за разпространението на физическите знания в България през 19 век. Има 15 авторски свидетелства. Ръководител е на 10 успешно защитени дисертации.

## Посмъртно признание
На Милко Борисов е наречена улица в квартал „Витоша“ в София (Карта).
Първата сесия в памет на Милко Борисов е проведена през 2003 г. Под редакцията на акад. А. Г. Петров и доц. Илия Илиев Шуменския университет „Епископ Константин Преславски“ отпечатва сборник с научните доклади от нея през 2006 г. Мемориална сесия, посветена на 90 години от рождението на Милко Борисов, е организирана от Института по физика на твърдото тяло на 18 февруари 2011 г.

## Публикации
- М. Борисов, Лекции по опитна физика. Според курса, четен на студентите физици, Ч. І. 124 с.; Ч. ІІІ. 161 с. (1963)
- М. Борисов, Физика. (Учебник за студентите-физици при Физическия факултет на СУ). Ч. І. Механика. С., Наука и изкуство (1965)
- М. Борисов (ред.). Физика за ІХ клас на общообразователните трудово политехнически училища. Ч. ІІІ. София, МНП (1966)
- М. Борисов, И. Желязков, К. Маринова, П. Мисов, Х. Цеков. Физика (Механика). Учебник за ІХ клас на базовите общообразователни трудово-политехнически училища. Ч. І-ІІ. София, МНП (1967)
- М. Борисов, И. Желязков, К. Маринова, П. Мисов, Хр. Цеков. Физика, Механика. Учебник за ІХ клас, София, Народна просвета, 1. изд. (1969); 2. изд. (1970); 3. изд. (1975); 4. изд. (1979)
- М. Борисов, Й. Влахов, И. Златев, К. Маринова, П. Мисов, Хр. Попов, Хр. Цеков. Физика. Учебник за Х клас на Общообразователните трудово-политехнически училища. С., Народна просвета, 1. изд. (1971); 2. изд. (1974)
- М. Борисов, А. Дацев, И. Златев, Цв. Бончев, И. Желязков, И. Лалов, Хр. Костов, П. Мисов, П. Паликарска, Хр. Цеков. Физика. Учебник за ХІ клас на Общообразователните трудово политехнически училища. С., Народна просвета, 1. изд. (1972); 2. изд. (1974); 3. изд. (1975); 4. изд. (1979)
- М. Борисов, К. Маринова. Увод във физиката на твърдото тяло. Ч. І. С., Наука и изкуство (1977)
- М. Борисов, К. Германова, К. Маринова. Увод във физиката на твърдото тяло. Ч. ІІ. С., Наука и изкуство (1978)
- М. Борисов, К. Брънзалов, Ю. Буров, Д. Стоянов. Повърхнинни акустични вълни и някои техни приложения. С., Изд. БАН (1980)
- M. Borissov (ed). Optical and acoustic waves in solids – modern topics. Proceedings of the 2nd International school on condensed matter physics, ISCMP’82, Varna, 23–30.09.1982. Singapore, World Scientific (1983)
- М. Borissov (ed). Proceedings of the 2nd International school on condensed matter physics, ISCMP’84. Varna (1984)
- М. Борисов, А. Ваврек, Г. Камишева. Предшественици на разпространението и развитието на физическите науки в България. С., Народна просвета (1985)
- М. Борисов, К. Калайджиев. Кратък увод във физиката на твърдото тяло. Пловдив, Пловдивски университет (1986)
- М. Borissov (еd.), Molecular Electronics. – In: Proceedings of the 4th International School on Condensed Matter Physics, ISCMP’86, Varna, 18–27.09.1986. Singapore, World Scientific (1986)
- М. Borissov, N. Kirov, A. Vavrek (eds.). Disordered systems and new materials. Proceedings of the V International School on Condensed Matter Physics, ISCMP’88, Varna. Singapore, World scientific (1988)
- М. Борисов, А. Ваврек, Г. Камишева. Основоположници на обучението по физика в България. С., Народна просвета (1988)
- М. Борисов, В. Страшилов. Физика на линейните акустични и електромагнитни вълни. С., Изд. БАН (1989)
- М. Borissov, N. Kirov, J. M. Marchall, A. Vavrek (eds.). New physical problems in electronic materials, VI International School on Condensed Matter Physics, ISCMP’90. Singapore, World scientific (1990)